# Ruska križarka Pjotr Veliki
Pjotr Veliki (rusko Пётр Великий) je četrta težka jedrska raketna križarka razreda Orlan Ruske vojne mornarice. Pri polaganju gredlja je nosil ime Kujbišev, kasneje je bil preimenovan v Jurij Andropov (rusko Юрий Андропов) po bivšem generalnem sekretarju Komunistične partije, po razpadu Sovjetske zveze pa je bilo ime s predsedniškim dekretom Borisa Jelcina z 22. aprila 1992 še enkrat spremenjeno v Pjotr Veliki. Ruska oznaka za ta tip ladje je »težka jedrska raketna križarka«, vendar so nekateri zahodni obrambni poročevalci ponovno obudili izraz bojna križarka za njihovo opisovanje, saj so največje površinske vojne ladje na svetu. Pjotr Veliki je poveljniška ladja Severne flote. Je del 43. divizije raketnih ladij v Severomorsku.
Gradnja ladje je potekala počasi zaradi pomanjkanja sredstev zaradi nacionalnih gospodarskih težav pred in po padcu Sovjetske zveze. Leta 1998, dvanajst let po začetku gradnje, je bila dokončana in predana vojni mornarici. Takrat je bila preimenovana v Pjotr Veliki, rusko Peter Veliki. Pjotr Veliki je med svojim služenjem nosil dve številki: »183« in trenutno (od 1998) »099«.

## Načrt
Je največja operativna vojna ladja na svetu.
Dolžina 49 hodnikov ladje je več kot 20 km. Ladja ima 6 palub in 8 etaž. Višina sprednjega jambora od ravni glavnega krova je 59 m.

## Zgodovina
Gredelj ladje je bil položen 11. marca 1986 v Baltiški ladjedelnici, splavljena je bila 29. aprila 1989, 18. aprila 1998 pa je postala del Ruske vojne mornarice.
Avgusta 2000 je bil Pjotr Veliki v Barentsovem morju in nadziral največje mornariške vaje od razpada Sovjetske zveze. Ladja je bila tarča simuliranega torpednega napada jedrske podmornice Kursk razreda Antej in je izvajala manevre izogibanja, ko je bila komunikacija s Kurskom izgubljena. Kasneje je bilo ugotovljeno da je podmornica utrpela katastrofalno detonacijo torpedov, ki je vodila v izgubo vseh 118 članov posadke. Pjotr Veliki je stražil območje, kjer se je podmornica potopila med poznejšo operacijo dviga Kurska leta 2001.
Med 21. septembrom in 22. oktobrom 2004 je ladja odplula na svojo prvo odpravo in prvo odpravo Severne flote izven Barentsovega morja po letu 1996. Skupaj z letalonosilko Admiral Kuznjecov, rušilcema Admiral Čabanenko in Admiral Ušakov in več podpornimi ladjami se je odpravila v Severno morje.
Leta 2008 je po zaostritvi rusko-ameriških odnosov zaradi ameriškega pošiljanja vojnih ladij v Črno morje med rusko-gruzijsko vojno Rusija odgovorila s prvo daljno odpravo Severne flote po koncu hladne vojne in prvo odpravo na območje Latinske Amerike po koncu hladne vojne. 22. septembra 2008 sta Pjotr Veliki in rušilec Admiral Čabanenko izplula iz pomorskega oporišča Severomorsk, opravila obiska Aksaz Karagaca, Turčija ter Toulona, Francija, nakar je 25. novembra 2008 Pjotr Veliki prispel v La Guairo, Venezuela, sovpadajoč z obiskom ruskega predsednika Dmitrija Medvedjeva. Med 1.–2. decembrom 2008 je potekala združena mornariška vaja Ruske in Venezuelske vojne mornarice VENRUS-200. Po vajah je Admiral Čabanenko kot prva ruska vojna ladja po drugi svetovni vojni zaplul v Panamski prekop in med 5.–10. decembrom obiskal Panamo, med 10. in 15. decembrom Bluefields, Nikaragva in 19. decembra priplul v Havano, Kuba. Pjotr Veliki je sam nadaljeval pot do Cape Towna, JAR in Mormugaa, Indija, nakar se je z drugimi ruskimi vojnimi ladjami udeležil rusko-indijske mornariške vaje INDRA-2009. 12. februarja 2009 je ladja ulovila deset piratov v treh čolnih pred obalo Somalije. 10. marca se je Pjotr Veliki vrnil v domače pristanišče Severomorsk in končal šestmesečno odpravo.
28. julija 2012 je bil Pjotr Veliki z ukazom predsednika Ruske federacije odlikovan z redom Nahimova »za pogum, predanost in visoki profesionalizem, ki ga je posadka pokazala pri izvajanju bojnih nalog poveljevanja«.
15. oktobra 2016 je Pjotr Veliki zapustil Severomorsk kot spremstvo letalonosilke Admiral Kuznjecov na odpravi v Sredozemsko morje z rušilcema razreda Fregat Severomorsk in Vice-admiral Kulakov. Namenjeni so bili v vzhodno Sredozemlje za podporo sirskim vladnim silam pri bojih z upornikih v pokrajini Alep.

## Poveljniki
Med marcem 2000 in julijem 2005 je križarki poveljeval kapitan 1. stopnje Vladimir Lvovič Kasatonov (od 2019 namestnik vrhovnega poveljnika Ruske vojne mornarice, od 2013 viceadmiral).